# Chloroclydon graphica
Chloroclydon graphica is een vlinder uit de familie van de spanners (Geometridae). De wetenschappelijke naam van de soort is voor het eerst geldig gepubliceerd in 1890 door Bartlett-Calvert.